# Володимирський Андріан Володимирович
Андріа́н Володи́мирович Володи́мирський (4 (16) квітня 1875, Липовець — 18 січня 1936, Ростов-на-Дону) — український вчений-дефектолог і лікар-психоневролог, доктор медицини (1905), професор (1923), один з активних ініціаторів становлення державної системи спеціальної освіти в Україні в першій половині ХХ сторіччя, учасник Першої світової війни. 

## Біографічні дані
Народився 4 (16) квітня 1875 року в м. Липовці (нині селище) Вінницької області.
У 1900 році закінчив Університет святого Володимира у Києві, відтоді працював у клініці нервових захворювань. 
З 1908 по 1914 — у Санкт-Петербурзькому психоневрологічному інституті, де у 1910 році заснував першу допоміжну школу. 
З 1922 року — завідувач Кабінету індивідуальної педагогіки (Київ). 
Помер 18 січня 1936 року в Ростові-на-Дону РСФСР.

## Наукова робота
Вивчав психологічну діяльність «аномальних дітей», зокрема здійснював порівняльне дослідження уваги і працездатності дітей глухих та з вадами слуху; питання ролі спадковості в розвитку дитини, впливу різних умов на її розвиток, врахування індивідуальних особливостей дітей у педагогічному процесі.
Співробітники кабінету Владимирський А. і Буркгарт Ю., називали навчально-виховні заклади для дефективних дітей закладами «індивідуального виховання», а їх самих «категорією індивідуального виховання». «Кабінет індивідуальної педагогіки — не є дослідна кафедра … — це виробничий осередок на цілком наукових підвалинах» — писав Буркгарт.
Активно пропагував ідеї створення допоміжних шкіл або класів в системі державної освіти, підготовки вчителів, здатних реалізувати лікувальні і педагогічні цілі в інтересах здоров'я, розумового, психічного, морального розвитку і навчання їх доступної праці. Зокрема, виступив на Третьому з'їзді вітчизняних психіатрів (27 грудня 1909 — 5 січня 1910). У доповіді «Завдання нервово-психічної гігієни сучасного педагогічного життя» вчений відзначав, що створення допоміжних шкіл і спеціальних класів сприятиме подоланню непосильності навчання і перевантаження учнів масової школи, наслідком яких на початку ХХ сторіччя були масові нервові захворювання і навіть самогубства.
Як керівник Київського лікарсько-педагогічного кабінету, брав активну участь в реорганізації дитячих будинків для глухих, сліпих і розумово відсталих дітей у такі типи спеціальних шкіл: дитячі будинки для аномальних дошкільників; школи з інтернатами і без них для дітей шкільного віку; школи з інтернатами і без них для дітей змішаного віку; допоміжні групи для дітей і підлітків при звичайних школах, а також у розробці положень про заклади для глухих, сліпих і розумово відсталих дітей (у 1926 році).

### Основні праці
За ЕСУ:
- Школа природнього розвитку. — К., 1920;
- Перемога моменту в житті дитини. (До справи дитячої творчості). — К., 1925;
- Основи індивідуального поводження в нормі та ухилах. — 1927;
- Введение в прикладную рефлексологию. — 1927;
- К динамике педагогического процесса. — 1927[1].

### Нагороди та визнання
- Доповідь на Міжнародному гігієнічному з'їзді в Дрездені[en] у процесі якої вчений зупинився на характеристиці особистості аномальної дитини та особливостях її розвитку, супроводжуючи доповідь власними експериментальними експонатами, засвідчила актуальність експериментальних досліджень Володимирського і високу оцінку одержаних результатів, він був нагороджений медаллю[2].